# Skuttunge socken
Skuttunge socken i Uppland ingick i Bälinge härad, ingår sedan 1971 i Uppsala kommun och motsvarar från 2016 Skuttunge distrikt.
Socknens areal är 79,04 kvadratkilometer varav 78,0 land. År 2000 fanns här 1 060 invånare.  Kyrkbyn Skuttungeby med sockenkyrkan Skuttunge kyrka ligger i socknen.   

## Administrativ historik
Skuttunge socken omtalas i skriftliga handlingar första gången 1275 ('ecclesia Spitaby siue Scutunge'). En klockgjutningsgrop från 1100- eller 1200-tal påträffades 2006 i samband med arkeologiska undersökningar i anslutning till Skuttunge kyrka.
Vid kommunreformen 1862 övergick socknens ansvar för de kyrkliga frågorna till Skuttunge församling och för de borgerliga frågorna bildades Skuttunge landskommun. Landskommunen uppgick 1952 i Bälinge landskommun som 1971 uppgick i Uppsala kommun. Församlingen tillhör Björklinge pastorat tillsammans med Björklinge- och Viksta församlingar.
1 januari 2016 inrättades distriktet Skuttunge, med samma omfattning som församlingen hade 1999/2000.  
Socknen har tillhört län, fögderier, tingslag och domsagor enligt vad som beskrivs i artikeln Bälinge härad. De indelta soldaterna tillhörde Upplands regemente, Uppsala kompani och Livregementets dragonkår, Norra Upplands skvadron.

## Geografi
Skuttunge socken ligger norr om Uppsala kring Björklingeån med Högstaåsen i sydost och sjön Tämnaren i nordväst. Socknen är en slättbygd på Uppsalaslätten i öster och en skogsbygd i väster.
De byar och gårdar i Skuttunge socken som har anor sedan 1500-talet eller längre tillbaka är Askarbäck, Berg, Broddbo, Brunnby, Dragby, Eke, Ellinge, Engberga, Forsgärde, Gräfsta, Gundbo, Gunnarsgärde, Hagby, Hellanda, Horskälla, Hårsläta, Häggeby, Jobsvall, Norra Krycklinge, Södra Krycklinge, Löten, Myrby, Mångelbo, Norrboda, Norrby, Pinbo, Ransta, Skuttungeby, Svarvarbo, Tuppen, Ulvseke, Vigle, Villsåker, Västerboda, Ytterby, Ånarven, Örke, Örsbo, Ösby och Överbo.

## Fornlämningar
Från stenåldern har boplatser återfunnits. Från bronsåldern finns spridda gravrösen och skärvstenhögar. Från järnåldern finns 45 gravfält, vid Dragby gravfält finns även en hällkista. En fornborg, Källberget, finns och sex runstenar är funna.

## Namnet
Namnet skrevs 1299 de Skutungi och kommer från kyrkbyn. Namnet innehåller en inbyggarbeteckning, 'de som bor vid ån Skuta'. Skuta innehåller 'skott, 'den snabba'.